# Орда (герб)
Орда (пол. Orda) — польский дворянский герб.

## Описание
В красном поле рядом два золотых полумесяца рогами в стороны, сопровождаемые сверху и снизу звездами.

## Герб используют
6 родовGerejewski, Gierejewski, Marylski, Orda, Ordycz, Pronowicz